# Jean Perfettini
 (novembre 2021).
La mise en forme du texte ne suit pas les recommandations de Wikipédia : il faut le « wikifier ».
Les points d'amélioration suivants sont les cas les plus fréquents :
- Les titres sont pré-formatés par le logiciel. Ils ne sont ni en capitales, ni en gras.
- Le texte ne doit pas être écrit en capitales (les noms de famille non plus), ni en gras, ni en italique, ni en « petit »…
- Le gras n'est utilisé que pour surligner le titre de l'article dans l'introduction, une seule fois.
- L'italique est rarement utilisé : mots en langue étrangère, titres d'œuvres, noms de bateaux, etc.
- Les citations ne sont pas en italique mais en corps de texte normal. Elles sont entourées par des guillemets français : « et ».
- Les listes à puces sont à éviter, des paragraphes rédigés étant largement préférés. Les tableaux sont à réserver à la présentation de données structurées (résultats, etc.).
- Les appels de note de bas de page (petits chiffres en exposant, introduits par l'outil «  Source ») sont à placer entre la fin de phrase et le point final[comme ça].
- Les liens internes (vers d'autres articles de Wikipédia) sont à choisir avec parcimonie. Créez des liens vers des articles approfondissant le sujet. Les termes génériques sans rapport avec le sujet sont à éviter, ainsi que les répétitions de liens vers un même terme.
- Les liens externes sont à placer uniquement dans une section « Liens externes », à la fin de l'article. Ces liens sont à choisir avec parcimonie suivant les règles définies. Si un lien sert de source à l'article, son insertion dans le texte est à faire par les notes de bas de page.
- La présentation des références doit suivre les conventions bibliographiques. Il est recommandé d'utiliser les modèles {{Ouvrage}}, {{Chapitre}}, {{Article}}, {{Lien web}} et/ou {{Bibliographie}}. Le mode d'édition visuel peut mettre en forme automatiquement les références.
- Insérer une infobox (cadre d'informations à droite) n'est pas obligatoire pour parachever la mise en page.

Pour une aide détaillée, merci de consulter Aide:Wikification.
Si vous pensez que ces points ont été résolus, vous pouvez retirer ce bandeau et améliorer la mise en forme d'un autre article.
 (novembre 2021).
Jean Perfettini, né le 18 mars 1907 à Casanova et mort le 11 août 1988 à Bastia, est un militant politique et syndical, un résistant et maire de Casanova de 1971 à 1982.

## Jeunes années en Corse.
Jean Thomas (Jean) Perfettini est né le 18 mars 1907 à Casanova, petit village de la montagne corse près de Corté. Son père était le cordonnier du village. Il est profondément marqué par la guerre de 1914/1918 : Casanova avait environ 200 habitants, soit à peu près 50 hommes mobilisés ; il y a 16 noms sur le monument aux morts. Bon élève, Jean est reçu très jeune (16 ans) au Concours de l’Ecole Normale de Corse. Il commence son métier d’instituteur à Lozzi, puis fait son service militaire dans les tirailleurs algériens à Blida en 1927 ; déjà très sensible aux inégalités sociales, il y découvre une autre inégalité, entre les Français et les colonisés. Il reprend son métier d’instituteur à Penta di Casinca, et se fait remarquer au congrès syndical départemental de Vizzavona, par son discours très révolutionnaire et très représentatif de ses plus jeunes collègues. Il passe le concours du service des Poids et Mesures, qui dépend du ministère du commerce, dont il devient vérificateur.

## Dans le Nord: premières activités publiques, premières sanctions.
Il obtient son premier poste à Cambrai dans le Nord, qu’il rejoint en septembre 1933, en compagnie d’Angèle Pinzuti, elle-aussi issue de l’Ecole Normale de Corse, qu’il épouse. Ils militent tous les deux au Mouvement Amsterdam-Pleyel, Mouvement de la Paix de l’époque. Lors des cérémonies commémoratives du 11 novembre 1934, ils déploient avec leurs amis une banderole reprenant la phrase d’Anatole France : « On croit mourir pour la Patrie ; on meurt pour les industriels» ; il s’ensuit une violente altercation avec les Croix de Feu, mouvement d’anciens combattants très nationalistes. Beaucoup de leurs amis du mouvement Amsterdam-Pleyel sont arrêtés, mais Jean, étant « fonctionnaire d’autorité », fait l’objet d’une procédure de sanction administrative, à l’issue de laquelle il est suspendu sans traitement, puis (malgré une campagne nationale pour sa défense) déplacé d’office dans les Vosges.

## Dans les Vosges: premières responsabilités politiques.
En arrivant à Neufchâteau, il ré-adhère au Parti Communiste (il avait adhéré fugacement une première fois à Bastia en1930). La direction nationale du Parti Communiste, qui enquête sur des futurs cadres possibles, a quelques réticences : elle lui reproche des proximités plus ou moins trotskystes. Jean prend néanmoins rapidement des responsabilités, dans un parti communiste en pleine expansion, dans cette période de montée du Front opulaire: secrétaire départemental des Vosges, puis secrétaire régional de Lorraine-Sud.
Après l’euphorie de 1936 vient le reflux. En 1938, le gouvernement Daladier 3 publie des décrets-lois, qui font éclater la majorité issue du Front populaire, et suscitent une grève lancée par la CGT. Angèle, son épouse, seule institutrice gréviste des Vosges (les fonctionnaires n’ont pas le droit de grève à cette époque) est à son tour suspendue sans traitement pour 6 mois.
Après les accords de Munich, fin septembre 1938, et inquiet de la montée des périls, le couple décide d’envoyer son petit garçon, né en 1936, à l’abri chez ses grands-parents en Corse.
En 1939, Jean est mobilisé dans le Sud tunisien, près de Foum Tataouine, pas loin de la frontière libyenne (alors italienne).
Après l’armistice de juin 1940, il ne rejoint pas les Vosges, car, à cause de ses responsabilités politiques communistes il est à nouveau sanctionné : déplacé d’office, à Lyon, puis à Parthenay (Deux Sèvres) en zone occupée. Au printemps 1941, Angèle et Jean, chacun de son côté, avisés de l’imminence de leur arrestation par la police française agissant sur injonction allemande, décident de rejoindre la Corse ; Angèle avec des papiers en règle, et Jean clandestinement (avec un passage rocambolesque de la ligne de démarcation, à Vierzon, fief cheminot et communiste où il ne connaît personne, mais où il parvient à passer la ligne sur une locomotive…).

## En Corse: la Résistance et la Libération.
Suspendu par l’administration pétainiste de Vichy (qui, par la suite, prononcera sa révocation, puis sa condamnation à mort par contumace), Jean trouve un emploi de comptable dans une épicerie en gros à Bastia, où Angèle a obtenu un poste d’institutrice. Il reprend contact avec le Parti Communiste clandestin.
La situation politique est complexe. La Corse fait partie de la zone « libre » ; mais le 11 novembre 1942, elle est envahie par les troupes italiennes : Mussolini, qui veut annexer la Corse mais se méfie des Corses – il veut « la gabbia sensa gli ucelli », la cage sans les oiseaux – envoie 80 000 soldats dans une île de 200 000 habitants. Le Parti Communiste est évidemment interdit dès 1940, comme dans toute la France. Il est faible en Corse, mais va rapidement prendre une très forte influence, grâce à sa politique de Front national de lutte pour la libération et l’indépendance de la France, qui prend ici une résonance particulière face à l’irrédentisme italien : il devient la force essentielle au moment de la Libération, à l’automne 1943.
Sous le pseudonyme d’Ivan, Jean devient l’un des 3 membres du triangle de direction du Parti Communiste pour l’arrondissement de Bastia, avec François Vittori et « Léo » Micheli. Sa parfaite connaissance de la langue italienne lui vaut de s’occuper de la propagande (rédaction de tracts…) en direction de l’armée d’occupation italienne. Il est aussi le responsable militaire du parti. À ce titre, il participe aux célèbres réunions du Parti Communiste dans les grottes de Porri au printemps 1943. Lors de ces réunions, le Parti Communiste lance l’appel à l’insurrection, finalement fixée au 8 septembre 1943, jour où Badoglio (qui a remplacé Mussolini à la tête du gouvernement italien) signe l’armistice avec les Alliés. Ce 08 septembre, Jean, devenu responsable des F.T.P. (Francs tireurs et partisans, bras armé du Front National de lutte pour la Libération et l’Indépendance de la France) de l’arrondissement, participe activement à la libération de Bastia, et notamment de la sous-préfecture.
Mais une grosse troupe allemande (la  16e division « Reichsführer-SS » et la  90e Panzergrenadier Division avec 80 chars) remonte de Sardaigne par la côte orientale de la Corse jusqu’à Bastia. Les résistants doivent évacuer la ville ; dans ces combats, Jean est blessé à Cardo, entre Bastia et le col de Teghime (il gardera un éclat de balle de mitrailleuse dans la mâchoire jusqu’à sa mort). Jean se verra attribuer les grades de colonel FTP et capitaine FFI.
Après la seconde libération de Bastia, le 4 octobre 1943, Jean, rétabli, est l’un des responsables du Parti Communiste en Corse. Il dirige la publication du journal « Terre Corse ». Il est le représentant de la Corse à Paris aux États Généraux de la Renaissance Française,,, le 14 juillet 1945, et participe au secrétariat de la fédération de Corse du Parti Communiste Français.

## Dans le Loiret: responsabilités syndicales.
Après la naissance de leur second fils, en 1945, Angèle et Jean décident que Jean demande sa réintégration dans le Service des Instruments de Mesures. Jean est nommé inspecteur du S.I.M. à Orléans (Loiret). La famille s’y retrouve donc en 1946. Jean y a une activité surtout syndicale plutôt que politique : secrétaire de l’Union Locale CGT d’Orléans et secrétaire départemental de l’UGFF (syndicat des fonctionnaires). En 1956/57, après le XXe Congrès du Parti Communiste de l’Union Soviétique, il trouve la « déstalinisation » du Parti Communiste Français lente et incomplète. Sa direction nationale reproche à Jean, cette fois-ci, des liens avec des francs-maçons en Corse… Jean prend du recul, mais ne quitte pas le PCF. Il reste d’ailleurs dirigeant de l’Union Locale CGT d’Orléans jusqu’en 1968. À ce titre, il participe à l’organisation de la grande grève du printemps.

## Retour à Casanova: responsabilités municipales.
À l’été 1968, Jean et Angèle, retraités, se retirent à Casanova, dans le village natal de Jean. En 1971, celui-ci est élu maire de sa commune natale. Le village n’a plus alors que 130 habitants. L’importance ancienne de l’élevage en transhumance inverse explique l’existence d’importants terrains communaux, assez facilement aménageables. Jean organise un lotissement communal avec des prix accessibles pour satisfaire les besoins des Casanovais et des villageois alentour, à l’étroit dans leurs villages perchés. Il lance aussi la réalisation de logements sociaux. Ceci réveille le village. Quand Jean démissionne, en 1982, son neveu Paul Perfettini puis son petit-neveu Thierry Cambon continuent son œuvre. Le village a maintenant triplé sa population.
Jean Perfettini s’éteint le 11 août 1988, entouré de tous les siens.